# Бу (Марна)
Бу (фр. Bouy) насеље је и општина у североисточној Француској у региону Шампањ-Арден, у департману Марна која припада префектури Шалонс ан Шампањ.
По подацима из 2011. године у општини је живело 522 становника, а густина насељености је износила 23,24 становника/km². Општина се простире на површини од 22,46 km². Налази се на средњој надморској висини од 115 метара.

## Демографија
| 1962. | 1968. | 1975. | 1982. | 1990. | 1999. | 2011. |
| ----- | ----- | ----- | ----- | ----- | ----- | ----- |
| 349   | 364   | 409   | 356   | 393   | 422   | 522   |

График промене броја становника у току последњих година